# Arecibo, Puerto Rico
Arecibo (/ˌærəˈsiːboʊ/; phát âm tiếng Tây Ban Nha: [aɾeˈsiβo]) là một thành phố và khu tự quản nằm ở bờ biển phía bắc của Puerto Rico, bên bờ Đại Tây Dương. Thành phố nằm phía bắc của Utuado và Ciales, phía đông giáp Hatillo, và phía tây giáp Barceloneta và Florida. Arecibo cách thủ đô San Juan khoảng 50 dặm (80 km) về phía tây.